# 岳柱
岳柱（1280年—1333年），元朝畏兀儿人，字止所，一字兼山，中书平章政事阿鲁浑萨理的儿子。
自幼好学，容止端庄，颖悟有远识。性孝友，爱好经史，自天文、医药之书，无不究极，以古人自期。十八岁时随丞相答失蛮为宿卫。至大元年（1308年）授集贤学士，经常举荐贤能。皇庆元年（1312年）为湖南道宣慰使，接见儒生，询问民间疾苦。延祐三年（1316年），进为隆禧院使。延祐七年（1320年），为太史院使。泰定元年（1324年）为太常礼仪院使。泰定四年（1327年）为礼部尚书，领会同馆事，改任江西等处行中书省平章政事。天历元年（1328年）为集贤大学士。至顺二年（1331年）担任江西等处行中书省平章政事。力阻兴兵捕剿，主张用安抚办法镇压桂阳州张思进领导的农民起义军。至顺三年（1332年）改任河南江北等处行中书省政事，在扬州得病，至顺四年（1333年）去世。